# Cymothoe usilda
Cymothoe usilda är en fjärilsart som beskrevs av William Chapman Hewitson 1869. Cymothoe usilda ingår i släktet Cymothoe och familjen praktfjärilar. Inga underarter finns listade i Catalogue of Life.